# Hans Gram

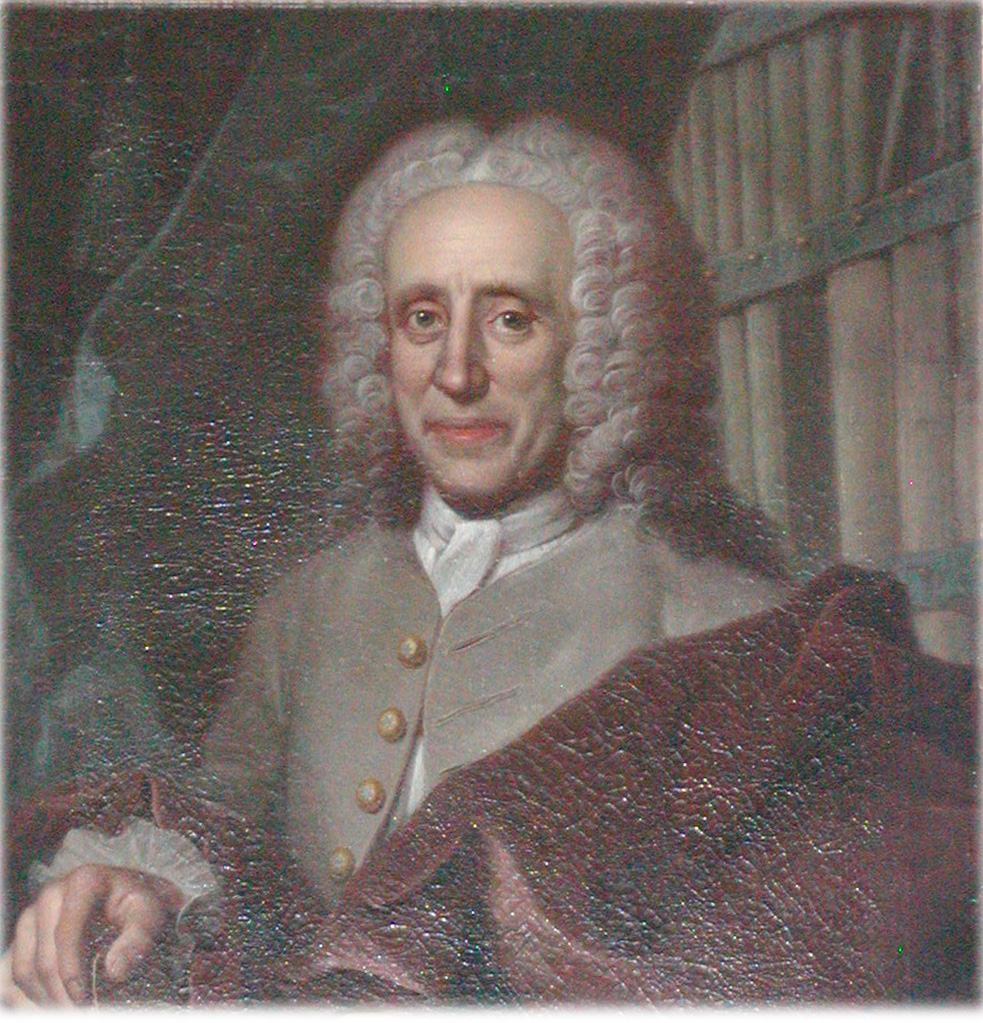
Hans Gram

Hans Gram (ur. 1685, zm. 1748) – duński pisarz, filolog i historyk.
Jego najbardziej znanym dziełem jest wydane po raz pierwszy w Kopenhadze w 1722 roku: Nucleus latinitatis quo pleraeque Romani sermonis voces, ex classicis auctoribus aureae argenteaeque aetatis, ordine etymologico adductae et interpretatione vernacula expositae comprehendentur. W latach 1730–1748 był kierownikiem królewskiej biblioteki. 
Hans Gram uważany jest za pierwszego nowoczesnego historyka duńskiego. Wspierał go radą i pomocą polityk Carl Adolf von Plessen.